# L'ultimo cavaliere (romanzo Stephen King)
L'ultimo cavaliere (The Dark Tower: The Gunslinger) è il primo romanzo fantasy della serie La Torre Nera scritto da Stephen King pubblicato il 10 giugno 1982. È considerata da King il suo opus magnum, ispirata dal poema Childe Roland alla Torre Nera giunse di Robert Browning.
Pubblicato originariamente in sei parti sulla rivista The Magazine of Fantasy and Science Fiction, dall'ottobre 1978 al novembre 1981, fu raccolto per la prima volta in volume nel 1982 in un'edizione limitata della piccola casa editrice Donald M. Grant Publisher di West Kingston, Rhode Island. Fu riedito per il grande pubblico nel 1988 da Plume.
Nel 2003 è stata pubblicata un'edizione ampiamente rivista e ampliata, per rendere il romanzo coerente nei contenuti e nello stile agli ultimi romanzi della serie, pubblicati vent'anni dopo. Questa versione è rimasta in stampa da allora, con il sottotitolo Ripresa.
L'ultimo cavaliere è composto da una serie di flashback che alternano la sua ricerca con immagini della sua infanzia. Nonostante sia la più enigmatica tra le storie presentate da King, il libro è un'ottima introduzione al resto della serie, fatta di libri più concreti e lineari nella stesura.

## Trama
L'incipit del libro è «L'uomo in nero fuggì nel deserto e il pistolero lo seguì» («The man in black fled across the desert and the gunslinger followed»).
Il mondo in cui è ambientato il romanzo è "andato avanti" nel senso che c'è stata una catastrofe che l'ha sconvolto facendolo tornare a un mondo simile al Far West nel 1800, privo di tecnologia. Il protagonista è Roland di Gilead, un pistolero che appartiene a un ordine cavalleresco di cui è l'ultimo membro (gli altri sono morti in una guerra). Gran parte del mondo rimasto è un deserto in cui la maggior parte della popolazione vive nella zona più fertile: nessuno ha mai superato il deserto, popolato da mutanti e demoni. Roland sta inseguendo un misterioso e potente stregone, "l'uomo in nero", e vuole raggiungerlo attraverso il deserto fino a una misteriosa Torre Nera.
Roland arriva nel paese di Tull, nel bel mezzo del deserto del Mohaine, dove trova l'ospitalità di Sheb e di Allie (i due diventano amanti). Tempo prima però era passato al villaggio anche l'uomo in nero e aveva resuscitato un uomo: Nort. Quindi, mentre gli altri fuggivano ha consegnato una lettera a Allie in cui ordinava a lei di non dire a Nort la parola "Diciannove". Allie si confida con Roland ma la tentazione diventa molto forte. Roland intanto scopre che una donna del villaggio è posseduta da un demone inviatole dall'uomo in nero. Lui interroga il demone sul deserto scoprendo che dopo esso ci sono delle montagne. Al ritorno nel centro però Roland scopre che Allie ha ceduto alla tentazione e che la gente, impazzita, lo crede il demonio. Roland è costretto a uccidere tutti, prima di riprendere il viaggio.
Raggiunge quindi l'abitazione di un colono (i coloni sono le persone che vivono all'interno del deserto), Brown, e dopo essersi rifornito riparte. Quando è ormai in fin di vita raggiunge l'abitazione di Jake. Jake è un ragazzino del nostro mondo che è stato ucciso dall'uomo in nero e che è stato trasportato dallo stregone in quello di Roland. Jake non ricorda quasi nulla del mondo da cui proviene se non alcune parole come "Coca-cola" o "LSD" cui però non riesce ad abbinare i relativi oggetti.
Jake e Roland stringono una profonda amicizia, per il pistolero quel ragazzo diventa come un figlio. I due fanno rifornimento, poi Jake decide di unirsi a Roland, sia perché non sa vivere da solo nel nuovo mondo, sia perché vuole vendetta da colui che lo ha ucciso. I due abbandonano il campo quando capiscono che è infestato da demoni sparsi dall'uomo in nero. Durante una notte nel deserto Roland scopre, tramite un sogno, dell'esistenza di un Oracolo nelle vicinanze. Una volta raggiunto, questi non è in grado di dirgli molto, eccetto che dovrà seguire un ragazzo posseduto da un demone chiamato "EROINA".
In seguito i due raggiungono le montagne, che sono insolitamente fertili. Qui Roland, Jake e l'uomo in nero si incontrano. Roland prova a uccidere lo stregone senza successo. L'uomo in nero dice a Roland di essere paziente e si dilegua.
Roland intanto racconta a Jake del suo mondo e della sua infanzia. Della prima persona di cui ha causato la morte, dell'inizio della guerra, di quando ha sconfitto il suo maestro ed è diventato un pistolero, scontro che era costato la vita al suo falco David. I due attraversano una parte rocciosa e poco illuminata dei monti ma si imbattono in alcune rotaie e in un carrello meccanico e procedono con più velocità. Vengono però a scontrarsi con dei mostri chiamati "Lenti Mutanti"; durante lo scontro Jake dà prova di tutto il suo coraggio fronteggiando i mostri.
Quindi continuano il percorso a piedi ed entrano in una grotta, dove Jake sta per cadere in una profonda spaccatura, sorreggendosi a stento con le mani. Roland vuole aiutare quello che ormai considera un figlio ma sente la voce dell'uomo in nero che gli ordina di proseguire se vuole prenderlo. Straziato, Roland lascia cadere Jake nel precipizio.
Roland riesce infine a raggiungere il misterioso Uomo in Nero in cima ad una collina piena di teschi, e da luogo con lo stregone ad uno strano scontro: il mago, che si scopre essere stato l’amante della madre di Roland e che un tempo si faceva chiamare Walter O’Dim, gli offre del tabacco ; nel contempo tira fuori un mazzo di tarocchi, procedendo con un monologo in cui vengono svelati alcuni segreti del mondo del pistolero.
L'uomo in nero spiega a Roland che la Torre Nera è un punto di congiunzione di molti universi e propone la teoria secondo cui l'Universo di Roland non è altro che un granello di un altro universo, dice che sulla Torre c'è un Re di cui è servo. Invita Roland a desistere dalla sua impresa, gli dice di essere stato amico di suo padre e di chiamarsi Walter. Dice che Roland dovrà trovare delle porte che lo condurranno dai Tre: un "Prigioniero", la "Signora delle Ombre" e la "Morte" (ma non destinata a Roland) e che questi lo condurranno alla torre. Mentre Walter parla, il flusso temporale si distorce e sembrano trascorrere anni. Alla fine Roland si risveglia invecchiato di 10 anni e il misterioso Walter è scomparso.

## Storia editoriale
Il romanzo fu pubblicato originariamente in cinque parti sulla rivista The Magazine of Fantasy and Science Fiction:
- Il cavaliere (The Gunslinger) - ottobre 1978
- La stazione di posta (The Way Station) - aprile 1980
- L'Oracolo e le montagne (The Oracle and the Mountains) - febbraio 1981
- I Lenti Mutanti (The Slow Mutants) - luglio 1981
- Il cavaliere e l'uomo in nero (The Gunslinger and the Dark Man) - novembre 1981

Fu poi raccolto in volume nel 1982 in un'edizione limitata della piccola casa editrice Donald M. Grant Publisher di West Kingston, Rhode Island, con illustrazioni di Michael Whelan.
King decise di non ricorrere a un grande editore, come la sua popolarità gli avrebbe permesso, perché lo considerava un romanzo strano, destinato a un pubblico ristretto. La prima edizione fu quindi concepita come un oggetto da collezione, con una tiratura limitata di 10 000 copie e 500 firmate da King e Whelan, senza prevedere una ristampa o un'edizione economica.

## Correzioni
Stephen King rivide L'ultimo cavaliere nel 2003. Nella sua introduzione alla nuova edizione, King dichiara che sentiva che la versione originale era difficile per i nuovi lettori da seguire. Rese la narrazione più lineare e scorrevole oltre a rendere la trama del libro più coerente con i libri finali della serie. Altre modifiche sono state fatte per risolvere errori di continuità introdotti dai volumi successivi. Il materiale aggiunto è stato di oltre 9 000 parole (35 pagine) di lunghezza.
Alcune importanti modifiche sono:
- La rimozione di un riferimento a Roland che legge una rivista mentre si trova nella città di Tull. Più tardi in La chiamata dei tre King suggerisce che la carta è scarsa nel mondo di Roland.
- Il riferimento a dodici anni dopo aver superato dalla caduta di Gilead, che è successo quando Roland era un adolescente, viene modificato in innumerevoli anni. Altrimenti si potrebbe dedurre che Roland ha 30 anni al massimo, quando nel libro successivo si implica che Roland sia molto più vecchio.
- Allo stesso modo l'uomo in nero si dice originariamente che sia quasi immortale, in sede di revisione lo dice di se stesso e Roland.
- "(A Roland) non sapevo dove era Cort[3]" viene modificato in "Cort era morto",[4], come la Caduta di Gilead, questi fatti non sarebbero stati completamente concretizzati fino ai libri più recenti.
- Roland, freddo uccisore di Allie, viene modificato per farlo apparire più umano. In origine, quando la città di Tull attacca Roland, Allie è presa da un cittadino e usata come scudo umano. Implora Roland di non sparare prima che lui usi spietatamente le pistole sia su lei che sul suo rapitore.[5] Nella versione riveduta, la città è impazzita per colpa di Walter o'Dim prendendola in ostaggio, e prega Roland di sparargli.[6]
- La città di Farson viene modificata in Taunton, poiché John Farson era un personaggio nei libri successivi della serie.
- I riferimenti alla Bestia sono stati modificati per fare riferimento al Re Rosso, che altrimenti non è menzionato nella serie fino a Terre desolate.
- Cielo Blu e Algul Siento, termini che si rivelano nei libri finali, sono menzionati.
- I taheen sono una razza di creature che, in origine, non apparirono fino agli ultimi tre libri.
- Un importante cambiamento nel testo è il destino e l'identità dell'uomo in nero. Nel testo originale, alla fine della storia, Roland non ha alcuna incertezza sulla morte di Walter o'Dim. Nella edizione riveduta, Roland specula se la sua scoperta delle ossa di Walter è un trucco o se è veramente morto. Il testo originale teneva anche Walter o'Dim e Marten Broadcloak completamente disgiunti. Anche dopo la morte di Walter o'Dim, Broadcloak doveva ancora essere trovato e ucciso. È più tardi, in La sfera del buio, che è rivelato che essi sono la stessa persona. Anche se nessun riferimento al nome Flagg viene fatto nell'edizione riveduta de L'ultimo cavaliere, tutti i riferimenti a Walter e Marten sono alterati in modo che sia plausibile che siano la stessa persona.
- Jake, originariamente aveva nove anni, nell'edizione riveduta ne ha 10-11.
- In generale, nel testo originale, il mondo che il pistolero attraversò era letteralmente una versione del nostro: il testo cita l'Inghilterra, la stella Polaris, Marte, Gesù e altri personaggi biblici, Pasqua, Halloween, e le divinità greche ed egiziane. Nella revisione, questi riferimenti sono stati rimossi per fare il mondo di Roland solo vagamente simile al nostro.
- Nella prima edizione il padre di Roland, si chiamava Roland il Vecchio, ma è stato cambiato in Steven.
- Nella edizione ampliata del romanzo, nella pagina che precede il testo appare la parola Ripresa, nella prefazione dei I lupi del Calla invece appare la parola Argomento, King spiega che è il sottotitolo del romanzo.

## Genere
In un'intervista del 1982 King definisce il romanzo "hard fantasy" e cita come autori del genere Karl Edward Wagner, Tanith Lee e C.J. Cherryh.

## Edizioni
- Stephen King, L'ultimo cavaliere, traduzione di Tullio Dobner, illustrazioni di Michael Whelan, Sperling & Kupfer, 1989,  p. 257, ISBN 88-200-0951-X.
- Stephen King, L'ultimo cavaliere, traduzione di Tullio Dobner, Sperling & Kupfer, 2003,  p. 224, ISBN 88-8274-592-9.
- Stephen King, L'ultimo cavaliere, traduzione di Tullio Dobner, Sperling & Kupfer, 2013,  p. 223, ISBN 978-88-6836-099-3.
- Stephen King, L'ultimo cavaliere, traduzione di Tullio Dobner, Sperling & Kupfer, 2017,  p. 223, ISBN 9788868363666.